# Зихи
Зихи (пол. Zychy) — село в Польщі, у гміні Радошиці Конецького повіту Свентокшиського воєводства.
Населення — 86 осіб (2011).
У 1975-1998 роках село належало до Келецького воєводства.

## Демографія
Демографічна структура на день 31 березня 2011 року:
|          | Загалом | Допрацездатний вік | Працездатний вік | Постпрацездатний вік |
| -------- | ------- | ------------------ | ---------------- | -------------------- |
| Чоловіки | 43      | 9                  | 31               | 3                    |
| Жінки    | 43      | 14                 | 17               | 12                   |
| Разом    | 86      | 23                 | 48               | 15                   |